# Anne-Frank-Gymnasium Halver
Das Anne-Frank-Gymnasium der Stadt Halver ist ein heutiges Vollgymnasium und ehemaliges Aufbaugymnasium in Halver in Westfalen.

## Zum Typ Aufbaugymnasium
Die heute „Anne-Frank-Gymnasium Halver“ genannte Schule hieß ursprünglich „Aufbaugymnasium (der Stadt) Halver“. Diese Schule begann nicht mit 5. Klassen, sondern erst in der 7. Jahrgangsstufe. Zwei Jahre später, zu Beginn der 9. Stufe, war wieder eine Aufnahme möglich, zunächst aber nicht in der 11. Damit repräsentierte das AGH einen relativ selten zu findenden Aufbautyp, bei dem eine Aufnahme in den 7. und in den 9. Klassen erfolgte und so eine Durchlässigkeit von den Haupt- und Realschulen zum Gymnasium hin schon in der Mittelstufe möglich war. Viele Schüler, die nicht nach der Grundschule auf ein Gymnasium gegangen waren, erhielten so die Chance, den versäumten Schritt nach wenigen Jahren nachzuholen. In der Regel wurde in den 9. Klassen aufgrund der vielen Anmeldungen eine weitere Klasse eröffnet.
Später wurden auch in der 11. Stufe Schüler aufgenommen. Die große Zahl der Anmeldungen machte wieder eine zusätzliche Klasse nötig. Ein weiterer, noch wichtigerer Einschnitt wurde zum Schuljahr 2005/06 erreicht, als die Schule Schüler in den fünften Klassen aufnahm. Damit wurde gleichzeitig die spätere Aufnahme in 7 beendet, was – trotz der weiter bestehenden, aber in vielen Gymnasien möglichen Aufnahme in 11 – das Ende des traditionellen Aufbautyps bedeutete.

## Die Schule heute

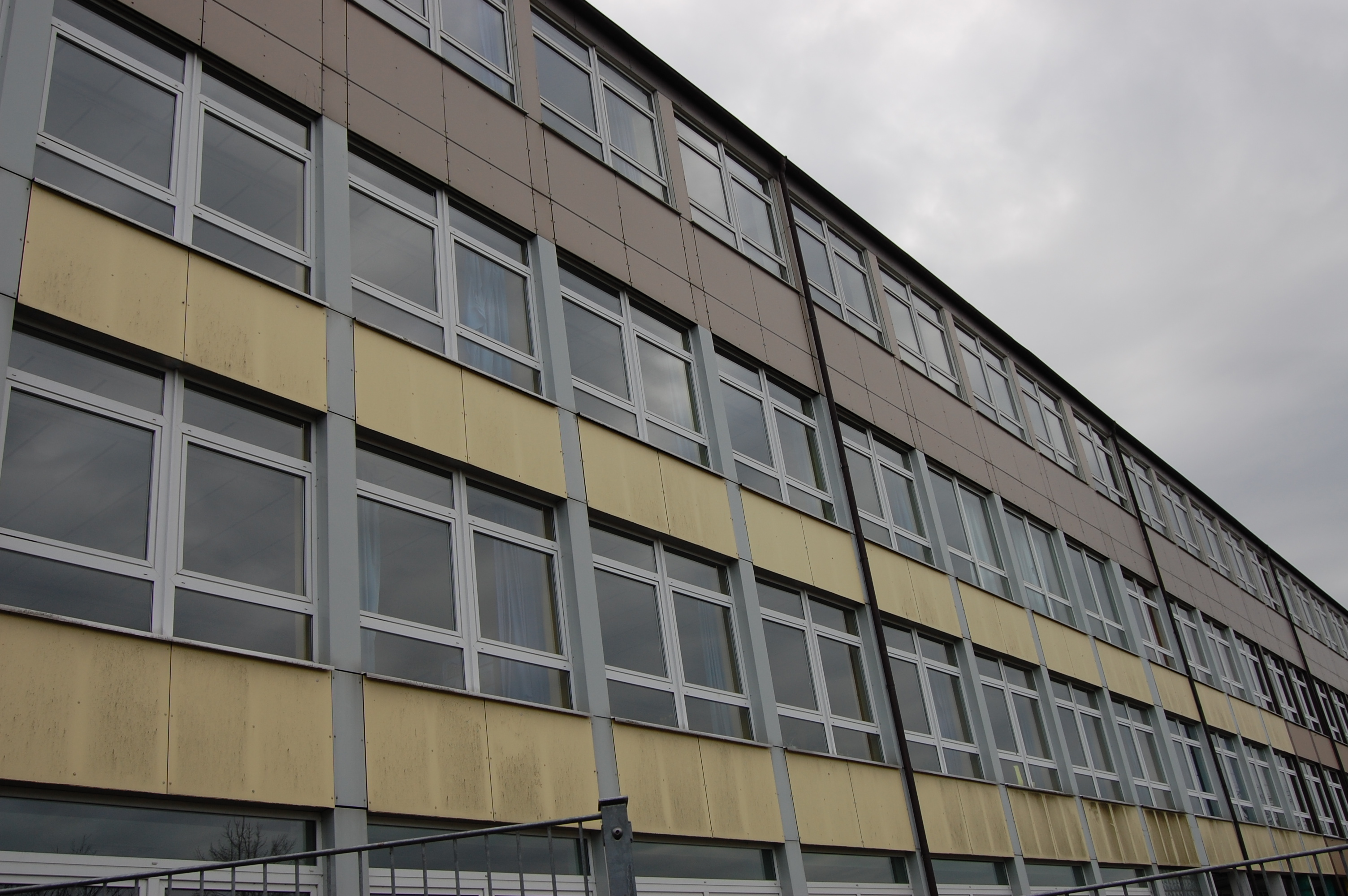
AFG Halver: Rückseite mit den Klassenzimmern

Das Anne-Frank-Gymnasium Halver (AFG) befindet sich im Stadtgebiet von Halver, das im südwestlichen Teil des Märkischen Sauerlands kurz vor der Dialekt- und Landesgrenze zum Rheinland liegt. Diese weiterführende Schule wurde 1965 gegründet und ist ein neusprachliches Gymnasium. Im Schuljahr 2019/20 besuchten die Schule 869 Schüler. Diese alle werden von 59 Lehrkräften unterrichtet. Hinzu kommen noch Referendare, die an dieser Schule ihren Vorbereitungsdienst absolvieren. Damit ist das AFG ein mittelgroßes Gymnasium.
Seit dem 1. Mai 2010 ist mit Paul Meurer ein neuer Schulleiter im Amt, der die Fächer Deutsch, katholische Religion und Italienisch unterrichtet. Vor ihm gab es vier Schulleiter seit Bestehen der Schule, nämlich Johannes Horstmann, Werner von Nordheim, Ehrhard Fipper und zuletzt Hans Beinghaus.
In ihrem Schulprogramm vom März 2008 bekennt sich die Schule zu einem pädagogischen Konzept, nach dessen Grundsätzen „die Schüler zu selbstbewussten und kritischen Menschen erzogen“ werden; sie „erhalten am AFG eine grundlegende Basis für eine breite Allgemeinbildung und gute Studierfähigkeit“. Soziales Lernen, Medienkompetenz und Lernen Lernen gehören mit zu diesem Konzept. Ein wichtiger Bestandteil ist auch das hohe Maß an individueller Förderung, das beispielsweise in einer im Tutorensystem organisierten Nachhilfe zum Ausdruck kommt.

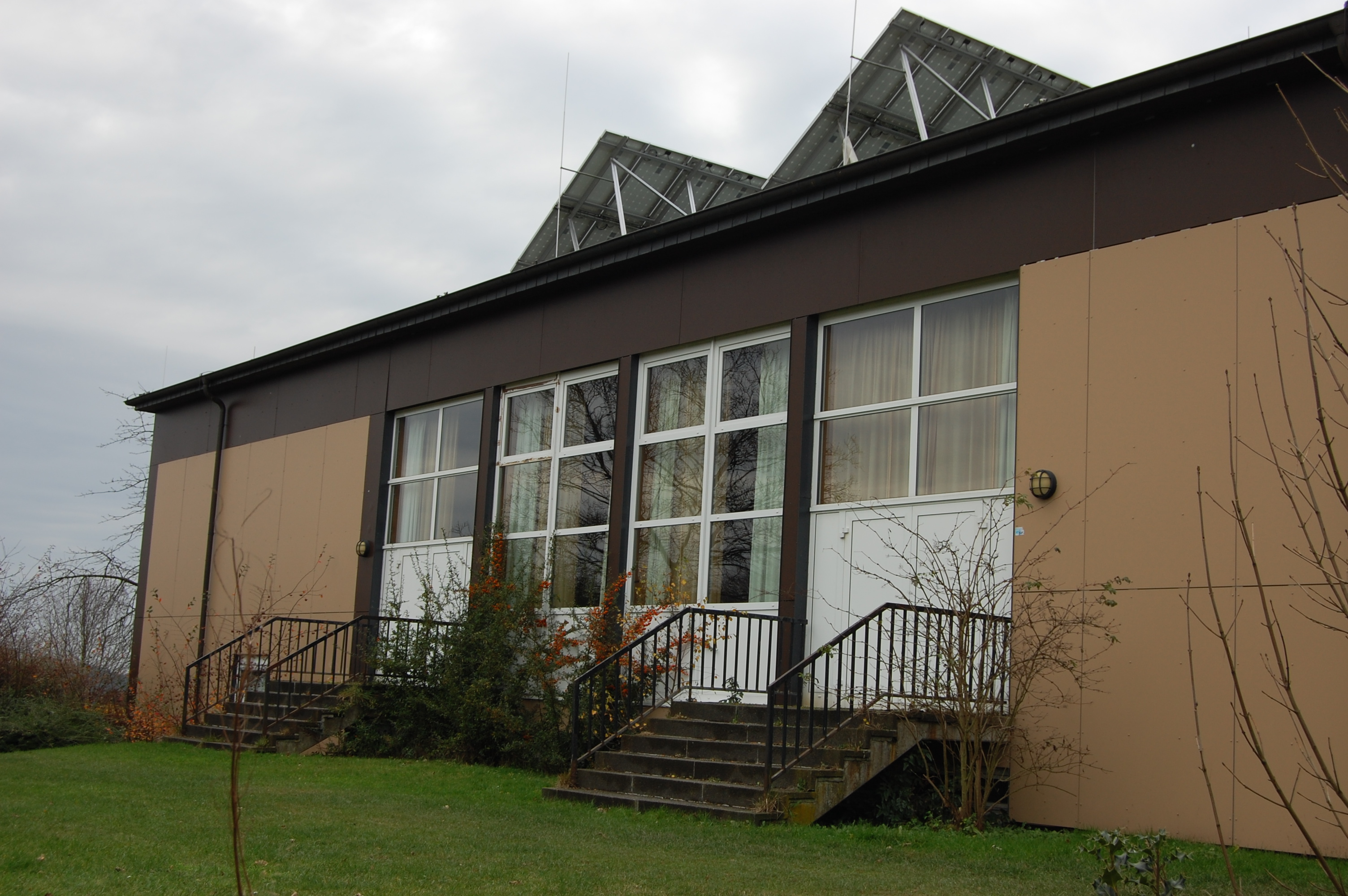
AFG Halver: Die Aula

Die Sprachenfolge ist Englisch in der fünften und wahlweise Französisch oder Latein in der sechsten Klasse. In Klasse 9 bzw. 8 kann fakultativ die jeweils andere der zweiten Fremdsprache gewählt und in einem Intensivkurs bis Ende der 10. Klasse erlernt werden. Dabei gehört die dritte Fremdsprache zu einem Differenzierungsbereich, wo die Schüler zwischen Sprache, Naturwissenschaft oder Gesellschaftswissenschaft entscheiden und so ihren Schwerpunkt setzen. Darüber hinaus gibt es auch eine Spanisch-AG für die Klassen 8–11. Nach einem neueren Konzept können die künftigen Oberstufenschüler von den Realschulen bereits ab Ende 10 das AFG besuchen. Für diese Schüler gibt es auch Evaluationsmaßnahmen in der 11. In der Oberstufe besteht ein breites Fächerangebot im Leistungs- und Grundkursbereich. So sind Leistungskurse in Physik und Kunst fest etabliert. Zentrale Abschlussprüfungen liegen in den Jahrgangsstufen 10 und 13.
Ein großes und breites Angebot gibt es im Bereich der Arbeitsgemeinschaften. U.a. bestehen mehrere Tanzgruppen, ein Schulchor für Mittel- und Oberstufe, ein Unterstufenchor und -orchester sowie eine Theatergruppe. Das hohe Niveau der Schulmusik zeigt sich darin, dass in den 1970er Jahren der WDR zu Besuch war, als sich die musikalischen Schüler intensiv mit Alter Musik beschäftigten, dass im Sommer 1976 die Oper von Henry Purcell „Dido und Äneas“ szenisch aufgeführt wurde und dass im Dezember 2005 der Schulchor Bachs Weihnachtsoratorium aufführte. Einen sprachlichen Austausch gibt es mit dem südenglischen Portsmouth in der 8. und 11. Jahrgangsstufe, einen kulturellen mit Katrineholm, der schwedischen Partnerstadt Halvers, wo jedes Frühjahr abwechselnd Schülergruppen vom AFG hinreisen oder Gruppen von Katrineholm her kommen.
Ein nicht unwichtiges Gremium ist der „Kreis der Freunde des Anne-Frank-Gymnasiums Halver e. V.“ Die z. T. kostspieligen modernen Unterrichtsmedien und Arbeitsmittel wie Videorecorder, Computer, Laptops und ein ganzer Informatikraum konnten so finanziert, aber auch Zuschüsse zu Schulveranstaltungen, Aufführungen und Studienfahrten gewährt werden. Insgesamt spendete der Förderverein dem AFG seit 1972 eine Summe von fast 300.000 DM.
Alle fünf Jahre findet ein Ehemaligentreffen statt; das letzte war am 2. Oktober 2010. Die vielen Ehemaligen, mittlerweile einige Tausend, werden persönlich eingeladen. „Die ganze Schule steht an diesem Abend im Zeichen des Wiedersehens.“

## Schulgeschichtlicher Abriss

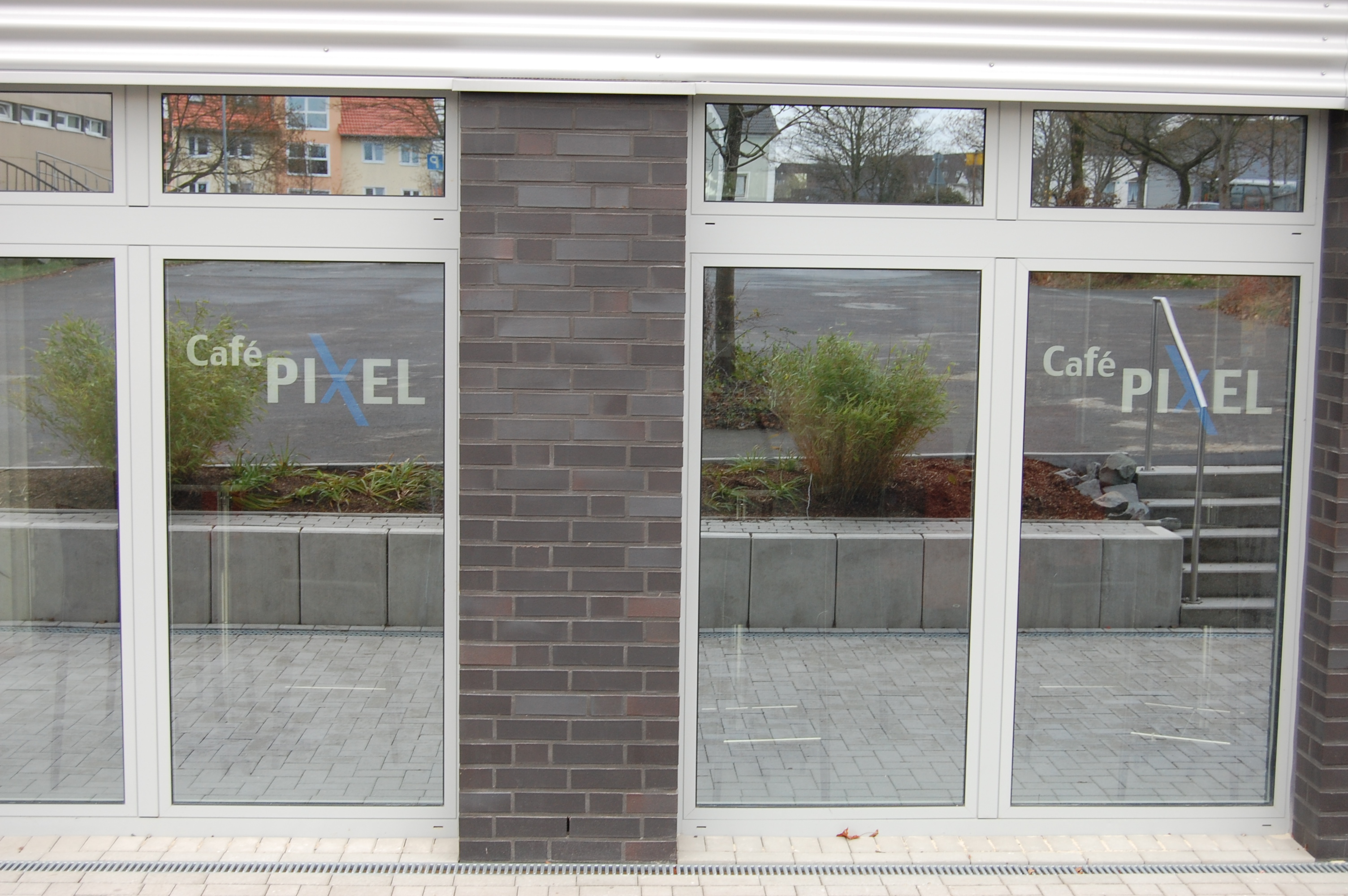
AFG Halver: Das Café Pixel, ein Projekt der Elterninitiative

Nach der Gründung am 22. April 1965 war die Schule zunächst im Jugendheim untergebracht. Schon im Juni 1966 wurde der „Verein des Kreises der Freunde des Aufbaugymnasiums Halver“ auf Initiative von Johannes Horstmann, dem ersten Schulleiter, hin gegründet. Im Mai 1969 wurde ein in der Kantstraße liegender, großzügig und modern gebauter Neubau bezogen. Im Sommer war dort das erste Abitur. Sein Nachfolger war seit dem Schuljahr 1971/72 Werner von Nordheim (gest. am 27. Februar 2011), der vor allem 1972 die reformierte Oberstufe einführte.
Die Schule, die zunächst ein Gymnasium vom Aufbautyp („Aufbaugymnasium Halver“; AGH), nahm im Gründungsjahr eine 8. und eine 9. Klasse auf, danach bevorzugt 7., aber auch 9. Klassen. Zusätzlich hatte das Gymnasium seit 1972 die Möglichkeit, in der 11 Realschüler oder Hauptschüler mit zehntem Schuljahr aufzunehmen. Die Oberstufe wurde in den folgenden Jahren beträchtlich größer als die Sekundarstufe 1. So war ein Oberstufenjahrgang in den 1980er Jahren fast doppelt so groß wie ein zweizügiger Mittelstufenjahrgang, was zu der metaphorischen Bezeichnung einer Pilzschule führte (es sei in Klammern angemerkt, dass die erste und sehr rührige Sekretärin zufällig Frau Pilz hieß.)
1987 wurde der Name geändert in „Anne-Frank-Gymnasium Halver“: Dem Namen jenes jüdischen Mädchens, das mit 15 Jahren 1945 im Konzentrationslager Bergen-Belsen umgebracht wurde, vorher ein Tagebuch über die Zeit seines Verstecks in einem Hinterzimmer eines Amsterdamer Wohnhauses geführt hatte, das später veröffentlicht wurde, und das heute als eine Symbolfigur für jugendliche Opfer der NS-Zeit gilt, fühlt sich die Schule seither besonders verpflichtet. Mit insgesamt 85 Schulen bundesweit teilt das AFGH diesen Namen. Dies zeigt die große Beliebtheit dieses Namens, der zugleich für ein Programm steht, das gegen jede Form von Rassismus ist, und für das Engagement, alles im Schulleben zu tun, dass solche Taten niemals wieder vorkommen können.
Die vorläufig letzte Station in der Schulgeschichte war die Umwandlung des Aufbaugymnasiums in ein grundständiges Gymnasium im Sommer 2005, als die ersten fünften Klassen in der Geschichte der Schule aufgenommen und die Phase der Aufnahme in der 7. Jahrgangsstufe beendet wurde. Anlass war ein neues Schulgesetz, das eine Schulzeitverkürzung auf 12 Jahre bei einem Aufbaugymnasium nicht zulässt. Damit wuchs auch die Schülerzahl und erreichte mit 783 Schülern im Schuljahr 2007/08 einen vorläufigen Höhepunkt, der bisher am AFG nicht erreicht worden war.
Dass das Ende des Aufbauzweigs keineswegs ein Ende der damit verbundenen pädagogischen Vorstellungen ist, zeigt die Tatsache, dass 2009 das Ministerium für Schule und Weiterbildung des Landes Nordrhein-Westfalen das Gütesiegel für Individuelle Förderung verliehen hat. Diese Auszeichnung zeige, dass sich das AFG „auf dem Weg befindet, den Bedürfnissen jeder einzelnen Schülerin und jedes einzelnen Schüler im Sinne eines individualisierenden, fehlerfreundlichen und ermutigenden Unterrichts gerecht zu werden.“ Dabei würden „Lernausgangslage, Lernstand und Potenziale [der] Schülerinnen und Schüler […] systematisch in den Blick genommen.“